# Platar
Platar is een bestuurslaag in het regentschap Jepara van de provincie Midden-Java, Indonesië. Platar telt 1884 inwoners (volkstelling 2010).